# トニー賞 ミュージカル作品賞
トニー賞のミュージカル作品賞(Best Musical)は、第3回となる1949年から授与されている。

## 受賞一覧

### ～1950年代
| 年     | 受賞作                                 | 製作者 | 備考                                                          |
| ------ | -------------------------------------- | --- | ------------------------------------------------------------- |
| 1949年 | 『キス・ミー・ケイト』 Kiss me,Kate    | コール・ポーター（作詞・作曲） サミュエル&ベラ・スピワック（脚本）                                                                       | 1953年に映画化。 日本初演は1966年。                           |
| 1950年 | 『南太平洋』 South Pacific             | リチャード・ロジャース（音楽） オスカー・ハマースタイン2世（作詞・脚本） ジョシュア・ローガン（脚本）                                    | 1958年と2001年に映画化。 日本初演は1966年                     |
| 1951年 | 『ガイズ&ドールズ』 Guys and Dolls     | フランク・レッサー（作詞・作曲） エイブ・バロウズ &ジョー・スワーリング（脚本）                                                          | 1955年に映画化。 日本初演は1984年                             |
| 1952年 | 『王様と私』 The King and I            | リチャード・ロジャース（音楽） オスカー・ハマースタイン2世（作詞・脚本）                                                                 | 日本初演は1965年                                              |
| 1953年 | 『ワンダフルタウン』 Wonderful Town    | ジョセフ・フィールズ&ジェローム・コドロフ（脚本） レナード・バーンスタイン（作曲） ベティ・コムデン&アドルフ・グリーン（作詞）           | 日本初演は2010年                                              |
| 1954年 | 『キスメット』 Kismet                  | チャールズ・レデラー&ルーサー・デイヴィス（脚本） アレクサンドル・ボロディン（作曲） ロバート・ライト&ジョージ・フォレスト（編曲・作詞） |                                                               |
| 1955年 | 『パジャマゲーム』 The Pajama Game     | ジョージ・アボット&リチャード・ビセル（脚本） リチャード・アドラー&ジェリー・ロス（作詞・作曲）                                          | 1957年にドリス・デイ主演で映画化。 日本初演は2017年           |
| 1956年 | 『くたばれ!ヤンキース』 Damn Yankees   | ジョージ・アボット&ダグラス・ワロップ（脚本） リチャード・アドラー&ジェリー・ロス（作詞・作曲）                                          | 1958年にスタンリー・ドーネン監督で映画化。 日本初演は1985年   |
| 1957年 | 『マイ・フェア・レディ』 My Fair Lady  | アラン・ジェイ・ラーナー（脚本・作詞） フレデリック・ロ（作曲）                                                                          | 1964年に映画化され、アカデミー作品賞を受賞。 日本初演は1963年 |
| 1958年 | 『ザ・ミュージックマン』 The Music Man | メレディス・ウィルソン（作詞・作曲・脚本） フランクリン・レイシー（脚本）                                                                | 日本初演は1985年                                              |
| 1959年 | 『レッドヘッド』 Redhead               | ハーバート・フィールズ&シドニー・シェルダン&デヴィッド・ショウ（脚本） ドロシー・フィールズ（脚本・作詞） アルベルト・ハーグ（作曲）     | 日本初演は1988年                                              |

### 1960年代
| 年     | 受賞作                                                                          | 製作者 | 備考 |
| ------ | ------------------------------------------------------------------------------- | --- | --- |
| 1960年 | 『サウンド・オブ・ミュージック』 The Sound of Music                             | ハワード・リンゼイ&ラッセル・クローズ（脚本 ）オスカー・ハマースタイン2世（作詞）リチャード・ロジャース（作曲） | 1965年に映画化され、アカデミー作品賞・監督賞等を受賞。 日本初演は1965年 来日公演は1988年                                                               |
| 1960年 | 『フィオレロ!』 Fiorello!                                                       | ジェローム・ワイドマン&ジョージ・アボト（脚本） シェルダン・ハーニック（作詞） ジェリー・ボック（作曲）         | |
| 1961年 | 『バイ・バイ・バーディー』 Bye Bye Birdie                                       | マイケル・スチュワート（脚本） チャールズ・ストラウス（作曲） リー・アダムズ（作詞）                            | |
| 1962年 | 『努力しないで出世する方法』 How to Succeed in Business Without Really Trying   | エイブ・バロウズ&ジャック・ウェインストック&ウィリー・ギルバート（脚本） フランク・レッサー（作詞・作曲）       | ピューリッツアー賞も受賞。1967年に映画化。 日本初演は1964年                                                                                            |
| 1963年 | 『ローマで起こった奇妙な出来事』 A Funny Thing Happened on the Way to the Forum | バート・シーヴラヴ&ロバート・ゲルバート（脚本） スティーヴン・ソンドハイム（作詞・作曲）                        | 1966年に映画化。 日本初演は1980年(邦題「ローマで起こった奇妙なできごと」)                                                                              |
| 1964年 | 『ハロー・ドーリー!』 Hello, Dolly!                                             | マイケル・スチュアート（脚本）ジェリー・ハーマン（作詞・作曲）                                                  | 原作はソーントン・ワイルダー。1969年に映画化。 日本初演は2013年                                                                                        |
| 1965年 | 『屋根の上のヴァイオリン弾き』 Fiddler on the Roof                              | ジョセフ・スタイン（脚本） ジェリー・ボック（作詞） シェルドン・ハーニック（作曲）                              | 1971年に映画化。 日本初演は1967年 |
| 1966年 | 『ラ・マンチャの男』 Man of La Mancha                                           | デイル・ワッサーマン（脚本） ミッチ・リー（作曲） ジョー・ダリオン（作詞）                                      | 1972年に映画化。 日本初演は1969年 |
| 1967年 | 『キャバレー』 Cabaret                                                          | ジョー・マステロフ（脚本） ジョン・カンダー（作曲） フレッド・エッブ（作詞）                                    | クリストファー・イシャーウッドの小説とそれを基にしたジョン・ヴァン・ドルーテンの戯曲に基づいている。1972年に映画化。 日本初演は1982年 来日公演は2001年 |
| 1968年 | 『ハレルヤベイビー!』 Hallelujah, Baby!                                         | アーサー・ローレンツ（脚本） ジュール・スタイン（作曲） ベティ・コムデン&アドルフ・グリーン（作詞）             | |
| 1969年 | 『1776』 1776                                                                   | ピーター・ストーン（脚本） シャーマン・エドワーズ（作詞・作曲）                                                 | 1776年のアメリカ独立宣言がテーマ。 |

### 1970年代
| 年     | 受賞作                                                | 製作者                                                                                            | 備考 |
| ------ | ----------------------------------------------------- | ------------------------------------------------------------------------------------------------- | --- |
| 1970年 | 『アプローズ (喝采)』 Applause                        | ベティ・コムデン&アドルフ・グリーン（脚本） チャールズ・ストラウス（作曲） リー・アダムズ（作詞） | 映画『イヴの総て』が原作。 日本初演は1972年 |
| 1971年 | 『カンパニー』 Company                                | ジョージ・ファース（脚本） スティーヴン・ソンドハイム（作詞・作曲）                               | 日本初演は1999年（邦題「カンパニー ～結婚しない男～」）                                                                                        |
| 1972年 | 『ヴェローナの二紳士』 Two Gentlemen of Verona        | ウィリアム・シェイクスピア（原作） ガルト・マクダーモット（音楽） ジョン・グアーレ（作詞）        | 日本初演は1975年(邦題「ヴェローナの恋人たち」)                                                                                                 |
| 1973年 | 『リトル・ナイト・ミュージック』 A Little Night Music | ヒュー・ウィーラー（脚本） スティーヴン・ソンドハイム（作詞・作曲）                               | 映画『夏の夜は三たび微笑む』に着想を得た作品。 日本初演は1979年、劇団四季公演 2018年にホリプロ、東宝による再演(予定)                           |
| 1974年 | 『レイズン』 Raisin                                   | ロバート・ネミロフ&Charlotte Zaltzberg（脚本） Judd Woldin（作曲） ロバート・ブリッタン（作詞）   | 『ア・レーズン・イン・ザ・サン』のミュージカル化。                                                                                             |
| 1975年 | 『ザ・ウィズ』 The Wiz                                | ウィリアム・F・ブラウン（脚本） チャールズ・スモールズ（作詞・作曲）                              | 『オズの魔法使い』が原作。アフリカ系のキャストのみで上演。1978年に映画化。 日本初演は2012年                                                    |
| 1976年 | 『コーラスライン』 A Chorus Line                      | ジェームズ・カークウッド（脚本） マーヴィン・ハムリッシュ（作曲） エドワード・クレバン（作詞）    | トニー賞で12部門受賞。ピューリッツアー賞も受賞。1985年に映画化。 日本初演は1975年 来日公演は1987年、2009年、2011年                             |
| 1977年 | 『アニー』 Annie                                      | トーマス・ミーハン（脚本） チャールズ・ストラウス（作曲） マーティン・チャーニン（作詞）          | ハロルド・グレイの漫画『小さな孤児アニー』が原作。 1982年、2014年(ともに劇場映画)、1999年(テレビ映画)の三度映画化されている。 日本初演は1978年 |
| 1978年 | 『エイント・ミスビヘイヴン』 Ain't Misbehavin'        | ファッツ・ウォーラー（作曲）                                                                      | ファッツ・ウォーラーの曲 en:Ain't Misbehavin' (song)から題名が取られた。                                                                       |
| 1979年 | 『スウィーニー・トッド』 Sweeny Todd                  | ヒュー・ウィーラー（脚本） スティーヴン・ソンドハイム（作詞・作曲）                               | 2007年に映画化。 日本初演は1981年 |

### 1980年代
| 年     | 受賞作                                                                  | 製作者 | 備考 |
| ------ | ----------------------------------------------------------------------- | --- | --- |
| 1980年 | 『エビータ』 Evita                                                      | ティム・ライス（脚本・作詞） アンドルー・ロイド・ウェバー（作曲）                                            | 1996年に映画化。 日本初演は1982年 |
| 1981年 | 『四十二番街』 42nd Street                                              | マイケル・スチュアート&Mark Bramble（脚本） ハリー・ウォーレン（作曲） アル・ダビン（作詞）                  | 映画『四十二番街』が原作。リバイバル上演の際もトニー賞を受賞。 来日公演は1986年、2004年 日本初演は1997年                                                       |
| 1982年 | 『ナイン』 Nine                                                         | アーサー・コピット（脚本） モーリー・イェストン（作詞・作曲）                                                | マリオ・フラッティがフェデリコ・フェリーニの『8 1/2』に触発されて書いた戯曲が原作。 日本初演は1983年                                                           |
| 1983年 | 『キャッツ』 Cats                                                       | アンドルー・ロイド・ウェバー（作曲 ）T・S・エリオット（詩） トレヴァー・ナン（作詞）                         | T・S・エリオットの詩集が基になっている。 日本初演は1983年 |
| 1984年 | 『ラ・カージュ・オ・フォール』 La Cage Aux Folles                       | ハーヴェイ・ファイアスタイン（脚本） ジェリー・ハーマン（作詞・作曲）                                        | ジャン・ポワレによる戯曲が原作。 日本初演は1985年 |
| 1985年 | 『ビッグ・リバー』 Big River                                            | ウィリアム・ハウプトマン（脚本） ロジャー・ミラー（作詞・作曲）                                              | マーク・トウェインの『ハックルベリー・フィンの冒険』が原作。 日本初演は1988年(ブロードウェイ・オリジナルキャストのロン・リチャードソンが出演) 来日公演は2004年 |
| 1986年 | 『ミステリー・オブ・エドウィン・ドゥルード』 The Mystery of Edwin Drood | ルパート・ホルムズ（脚本・作詞・作曲）                                                                       | チャールズ・ディケンズの未完成作品『エドウィン・ドルードの謎』が原作。                                                                                         |
| 1987年 | 『レ・ミゼラブル』 Les Miserables                                       | クロード＝ミシェル・シェーンベルク（脚本・作曲） アラン・ブーブリル（脚本） ハーバート・クレッツマー（作詞） | ヴィクトル・ユーゴーの小説のミュージカル化。 日本初演は1987年                                                                                                  |
| 1988年 | 『オペラ座の怪人』 The Phantom of the Opera                             | アンドリュー・ロイド＝ウェバー（脚本・作曲） リチャード・スティルゴー（脚本） チャールズ・ハート（作詞）     | ガストン・ルルーの小説のミュージカル化。 日本初演は1988年 |
| 1989年 | 『ジェローム・ロビンス・ブロードウェイ』 Jerome Robbins' Broadway       | ジェローム・ロビンズ（演出）                                                                                 | 1991年に来日公演 |

### 1990年代
| 年     | 受賞作                                                       | 製作者 | 備考                                                                                    |
| ------ | ------------------------------------------------------------ | --- | --------------------------------------------------------------------------------------- |
| 1990年 | 『シティ・オブ・エンジェルズ』 City of Angels                | ラリー・ギルバート（脚本） David Zippel（作詞） サイ・コールマン（作曲） | 日本初演は1992年 2018年に再演                                                           |
| 1991年 | 『ウィル・ロジャース・フォーリーズ』 The Will Rogers Follies | ピーター・ストーン（脚本） ベティ・コムデン&アドルフ・グリーン（作詞） サイ・コールマン（作曲）                                                                                                 | WOWOW(当時の社名は日本衛星放送株式会社)が出資し、同年中に同局による中継放送も行われた。 |
| 1992年 | 『クレイジー・フォー・ユー』 Crazy for You                   | ケン・ルドウィグ（脚本） アイラ・カーシュウィン（作詞） ジョージ・ガーシュウィン（作曲） | 日本初演は1993年                                                                        |
| 1993年 | 『蜘蛛女のキス』 Kiss of the Spider Woman                    | テレンス・マクナリー（脚本） フレッド・エッブ（作詞） ジョン・カンダー（作曲） | マヌエル・プイグ の小説のミュージカル化。 日本初演は1996年                              |
| 1994年 | 『パッション』 Passion                                       | ジェームズ・ラパイン（脚本） スティーヴン・ソンドハイム（作詞・作曲） | エットーレ・スコラの映画『パッション・ダモーレ』が原作。 2015年に日本初演               |
| 1995年 | 『サンセット大通り』 Sunset Boulevard                        | クリストファー・ハンプトン （脚本） ドン・ブラック（脚本・作詞） アンドリュー・ロイド・ウェバー（作曲）                                                                                         | 映画『サンセット大通り』が原作。 日本初演は2012年                                       |
| 1996年 | 『レント』 Rent                                              | ジョナサン・ラーソン（脚本・作詞・作曲） | ピューリッツアー賞も受賞。2005年に映画化。 日本初演は1998年 来日公演は1999年            |
| 1997年 | 『タイタニック』 Titanic                                     | ピーター・ストーン（脚本） モーリー・イェストン（作詞・作曲） | 日本初演は2007年                                                                        |
| 1998年 | 『ライオン・キング』 The Lion King                           | ロジャー・アレーズ&アイリーン・メッキ（脚本） ティム・ライス（作詞） エルトン・ジョン（作曲） レボ・M&マーク・マンシーナ&ジェイ・リフキン&ジュリー・ティモア&ハンス・ジマー（追加の作詞・作曲） | 映画『ライオン・キング』が原作。 日本初演は1998年                                       |
| 1999年 | 『フォッシー』 Fosse                                         | リチャード・マルトビー・Jr&チェット・ウォーカー&アン・ラインキング（企画） | 来日公演は2001年                                                                        |

### 2000年代
| 年     | 受賞作                                                                         | 製作者                                                                                       | 備考 |
| ------ | ------------------------------------------------------------------------------ | -------------------------------------------------------------------------------------------- | --- |
| 2000年 | 『コンタクト』 Contact                                                         | スーザン・ストローマン（原案） ジョン・ワイドマン（原案・脚本）                              | 日本初演は2002年                                                                                        |
| 2001年 | 『プロデューサーズ』 The Producers                                             | メル・ブルックス（脚本・作詞・作曲） トーマス・ミーハン（脚本）                              | 1968年の同名映画のミュージカル化。 2005年に来日公演 日本初演は2005年                                    |
| 2002年 | 『モダン・ミリー』 Thoroughly Modern Millie                                    | リチャード・モリス（脚本） ディック・スキャンラン（脚本・作詞） ジャニーン・テソリ（作曲）   | 1967年の同名映画、『モダン・ミリー』が原作。 日本初演は2007年                                           |
| 2003年 | 『ヘアスプレー』 Hairspray                                                     | トーマス・ミーハン（脚本） マーク・シャイマン（作詞・作曲） スコット・ウィッティ（作詞）     | 1988年の同名映画のミュージカル化。 2007年に映画化および来日公演 日本初演は2016年                        |
| 2004年 | 『アベニューQ』 Avenue Q                                                       | ジェフ・ウィッティ（脚本） ロバート・ロペス&ジェフ・マークス（作詞・作曲）                   | 2010年に来日公演                                                                                        |
| 2005年 | 『モンティ・パイソンのスパマロット』 Monty Python's Spamalot                   | エリック・アイドル（脚本・作曲・作詞） ジョン・デュプレ（作曲）                              | 映画『モンティ・パイソン・アンド・ホーリー・グレイル』から「割愛された」ミュージカル。 日本初演は2012年 |
| 2006年 | 『ジャージー・ボーイズ』 Jersey Boys                                           | マーシャル・ブリックマン&リック・エリス（脚本）ボブ・ゴーディオ&ボブ・クリュー（作詞・作曲） | 2014年に映画化 2015年に来日公演 日本初演は2016年                                                        |
| 2007年 | 『春のめざめ』 Spring Awakening                                                | Steven Sater（脚本） ダンカン・シーク（作詞・作曲）                                          | 日本初演は2009年                                                                                        |
| 2008年 | 『イン・ザ・ハイツ』 In the Heights                                            | Quiara Alegría Hudes （脚本） リン＝マニュエル・ミランダ（作詞・作曲）                       | 日本初演は2014年                                                                                        |
| 2009年 | 『ミュージカル ビリー・エリオット～リトルダンサー～』 Billy Elliot the Musical | Lee Hall （脚本・作詞） エルトン・ジョン（作曲）                                             | 2000年の映画『リトル・ダンサー』のミュージカル版 日本初演は2017年                                       |

### 2010年代
†ピューリッツァー賞 戯曲部門受賞作

*ピューリッツァー賞 戯曲部門最終選考作
| 年                                                                  | 作品名                                                    | 脚本                                                                 | 作曲                                                                 | 作詞 |
| ------------------------------------------------------------------- | --------------------------------------------------------- | -------------------------------------------------------------------- | -------------------------------------------------------------------- | ---- |
| 2010年 第64回                                                       |                                                           |                                                                      |                                                                      |      |
| メンフィス Memphis                                                  | ジョー・ディピエトロ                                      | デヴィッド・ブライアン                                               | デヴィッド・ブライアン、ジョー・ディピエトロ                         |      |
| アメリカン・イディオット American Idiot                             | ビリー・ジョー・アームストロング、マイケル・メイヤー      | グリーン・デイ                                                       | ビリー・ジョー・アームストロング                                     |      |
| Fela!                                                               | ビル・T・ジョーンズ、ジム・ルイス                         | フェラ・クティ                                                       | フェラ・クティ                                                       |      |
| ミリオン・ダラー・カルテット Million Dollar Quartet                 | コリン・エスコット、フロイド・マトラックス                | 複数                                                                 | 複数                                                                 |      |
| 2011年 第65回                                                       |                                                           |                                                                      |                                                                      |      |
| ブック・オブ・モルモン The Book of Mormon                           | ロバート・ロペス、トレイ・パーカー、マット・ストーン      | ロバート・ロペス、トレイ・パーカー、マット・ストーン                 | ロバート・ロペス、トレイ・パーカー、マット・ストーン                 |      |
| キャッチ・ミー・イフ・ユー・キャン Catch Me If You Can              | テレンス・マクナリー                                      | マーク・シャイマン                                                   | マーク・シャイマン、スコット・ウィットマン                           |      |
| The Scottsboro Boys                                                 | デイヴィッド・トンプソン                                  | ジョン・ケンダー                                                     | フレッド・エブ                                                       |      |
| シスター・アクト〜天使にラブ・ソングを〜 Sister Act                 | ビル&シェリ・スタインケルナー、ダグラス・カーター・ビーン | アラン・メンケン                                                     | グレン・スレイター                                                   |      |
| 2012年 第66回                                                       |                                                           |                                                                      |                                                                      |      |
| ONCE ダブリンの街角で Once                                          | エンダ・ウォルシュ                                        | グレン・ハンサード、マーケタ・アーグローヴァ                         | グレン・ハンサード、マーケタ・アーグローヴァ                         |      |
| Leap of Faith                                                       | ジャニス・サーコン、グレン・スレイター                    | アラン・メンケン                                                     | グレン・スレイター                                                   |      |
| ニュージーズ Newsies                                                | ハーヴェイ・ファイアスタイン                              | アラン・メンケン                                                     | ジャック・フェルドマン                                               |      |
| Nice Work If You Can Get It                                         | ジョー・ディピエトロ                                      | ジョージ・ガーシュウィン                                             | アイラ・ガーシュウィン                                               |      |
| 2013年 第67回                                                       |                                                           |                                                                      |                                                                      |      |
| キンキーブーツ Kinky Boots                                          | ハーヴェイ・ファイアスタイン                              | シンディ・ローパー                                                   | シンディ・ローパー                                                   |      |
| Bring It On: The Musical                                            | ジェフ・ウィティ                                          | トム・キット、リン＝マニュエル・ミランダ                             | アマンダ・グリーン、リン＝マニュエル・ミランダ                       |      |
| A Christmas Story: The Musical                                      | ジョセフ・ロビネット                                      | ベンジ・パセク&ジャスティン・ポール                                  | ベンジ・パセク&ジャスティン・ポール                                  |      |
| マチルダ Matilda the Musical                                        | デニス・ケリー                                            | ティム・ミンチン                                                     | ティム・ミンチン                                                     |      |
| 2014年 第68回                                                       |                                                           |                                                                      |                                                                      |      |
| 紳士のための愛と殺人の手引き A Gentleman's Guide to Love and Murder | ロバート・L・フリードマン                                 | スティーヴン・ラトヴァック                                           | ロバート・L・フリードマン、スティーヴン・ラトヴァック                |      |
| After Midnight                                                      | ジャック・ヴァ―テル                                       | 複数                                                                 | 複数                                                                 |      |
| アラジン Aladdin                                                    | チャド・ベグリン                                          | アラン・メンケン                                                     | ハワード・アッシュマン、チャド・べグリン、ティム・ライス             |      |
| ビューティフル Beautiful: The Carole King Musical                   | ダグラス・マクグラス                                      | ジェリー・ゴフィン、キャロル・キング、バリー・マン、シンシア・ワイル | ジェリー・ゴフィン、キャロル・キング、バリー・マン、シンシア・ワイル |      |
| 2015年 第69回                                                       |                                                           |                                                                      |                                                                      |      |
| ファン・ホーム Fun Home*                                            | リサ・クロン                                              | ジャニン・テソン                                                     | リサ・クロン                                                         |      |
| パリのアメリカ人 An American in Paris                               | クレイグ・ルーカス                                        | ジョージ・ガーシュウィン                                             | アイラ・ガーシュウィン                                               |      |
| サムシング・ロッテン! Something Rotten!                             | ケイリー・カークパトリック、ジョン・オファレル            | ケイリー・カークパトリック、ウェイン・カークパトリック               | ケイリー・カークパトリック、ウェイン・カークパトリック               |      |
| The Visit                                                           | テレンス・マクナリー                                      | ジョン・ケンダー                                                     | フレッド・エブ                                                       |      |
| 2016年 第70回                                                       |                                                           |                                                                      |                                                                      |      |
| ハミルトン Hamilton †                                               | リン＝マニュエル・ミランダ                                | リン＝マニュエル・ミランダ                                           | リン＝マニュエル・ミランダ                                           |      |
| Bright Star                                                         | スティーヴ・マーティン                                    | エディ・ブリケル、スティーヴ・マーティン                             | エディ・ブリケル                                                     |      |
| スクール・オブ・ロック School of Rock                               | ジュリアン・フェロウズ                                    | アンドルー・ロイド・ウェバー                                         | グレン・スレイター                                                   |      |
| Shuffle Along                                                       | ジョージ・C・ウルフ                                       | ユービー・ブレイク、ノーブル・シスル                                 | ユービー・ブレイク、ノーブル・シスル                                 |      |
| ウェイトレス Waitress                                               | ジェシー・ネルソン                                        | サラ・バレリス                                                       | サラ・バレリス                                                       |      |
| 2017年 第71回                                                       |                                                           |                                                                      |                                                                      |      |
| ディア・エヴァン・ハンセン Dear Evan Hansen                         | スティーヴン・レヴェンソン                                | ベンジ・パセック＆ジャスティン・ポール                               | ベンジ・パセック＆ジャスティン・ポール                               |      |
| Come from Away                                                      | デイヴィッド・ヘイン、アイリーン・サンコフ                | デイヴィッド・ヘイン、アイリーン・サンコフ                           | デイヴィッド・ヘイン、アイリーン・サンコフ                           |      |
| Groundhog Day                                                       | ダニー・ルビン                                            | ティム・ミンチン                                                     | ティム・ミンチン                                                     |      |
| Natasha, Pierre & The Great Comet of 1812                           | デイヴ・マロイ                                            | デイヴ・マロイ                                                       | デイヴ・マロイ                                                       |      |
| 2018年 第72回                                                       |                                                           |                                                                      |                                                                      |      |
| The Band's Visit                                                    | イタマー・モーゼズ                                        | デイヴィッド・ヤズベク                                               | デイヴィッド・ヤズベク                                               |      |
| アナと雪の女王 Frozen                                               | ジェニファー・リー                                        | クリステン・アンダーソン＝ロペス、ロバート・ロペス                   | クリステン・アンダーソン＝ロペス、ロバート・ロペス                   |      |
| ミーン・ガールズ Mean Girls                                         | ティナ・フェイ                                            | ジェフ・リッチモンド                                                 | ネル・ベンジャミン                                                   |      |
| SpongeBob SquarePants                                               | カイル・ジャロウ                                          | 複数                                                                 | 複数                                                                 |      |
| 2019年 第73回                                                       |                                                           |                                                                      |                                                                      |      |
| ヘイディズタウン Hadestown                                          | エネイス・ミッチェル                                      | エネイス・ミッチェル                                                 | エネイス・ミッチェル                                                 |      |
| エイント・トゥ・プラウド Ain't Too Proud                            | ドミニク・モリソー                                        | 複数                                                                 | 複数                                                                 |      |
| ビートルジュース Beetlejuice                                        | スコット・ブラウン、アンソニー・キング                    | エディ・パーフェクト                                                 | エディ・パーフェクト                                                 |      |
| プロム The Prom                                                     | チャド・ベゲリン、ボブ・マーティン                        | マシュー・スクラー                                                   | チャド・ベゲリン                                                     |      |
| トッツィー Tootsie                                                  | ロバート・ホーン                                          | デイヴィッド・ヤズベク                                               | デイヴィッド・ヤズベク                                               |      |

### 2020年代
| 年                                     | 作品名                                                             | 脚本                                   | 作曲                               | 作詞 |     |
| -------------------------------------- | ------------------------------------------------------------------ | -------------------------------------- | ---------------------------------- | ---- | --- |
| 2020年 第74回                          |                                                                    |                                        |                                    |      |     |
| ムーラン・ルージュ Moulin Rouge!       | ジョン・ローガン                                                   | 複数                                   | 複数                               |      |     |
| Jagged Little Pill                     | ディアブロ・コーディ                                               | グレン・バラード、アラニス・モリセット | アラニス・モリセット               |      |     |
| ティナ Tina                            | カトリ・ホール、フランク・ケテラー、キース・プリンス               | 複数                                   | 複数                               |      |     |
| 2021 中止                              | N/A                                                                | N/A                                    | N/A                                | N/A  | N/A |
| 2022 第75回                            |                                                                    |                                        |                                    |      |     |
| A Strange Loop †                       | マイケル・R・ジャクソン                                            | マイケル・R・ジャクソン                | マイケル・R・ジャクソン            |      |     |
| 北国の少女 Girl from the North Country | コナー・マクファーソン                                             | ボブ・ディラン                         | ボブ・ディラン                     |      |     |
| MJ                                     | リン・ノーテイジ                                                   | 複数                                   | 複数                               |      |     |
| Mr. Saturday Night                     | ビリー・クリスタル、ロウェル・ガンツ、ババルー・マンデル           | ジェイソン・ロバート・ブラウン         | アマンダ・グリーン                 |      |     |
| Paradise Square                        | クリスティーナ・アンダーソン、クレイグ・ルーカス、ラリー・カーワン | ジェイソン・ハウランド                 | ネイサン・タイスン、マシ・エイサー |      |     |
| シックス Six                           | トビー・マーロウ、ルーシー・モス                                   | トビー・マーロウ、ルーシー・モス       | トビー・マーロウ、ルーシー・モス   |      |     |

注意
ここで表記される邦題は、翻訳上演されたときの物に準ずる。また、日本では上演されていないが、映画作品から舞台作品へと転じた物・映像化された物が日本で公開され邦題が付けられた物・原作または書籍化された物が日本で出版され邦題が付いている物などに関しても、それに準ずることとする（NHKで放送される授賞式で表記された邦題についても一部参考として表記）。